# Johann Heinrich Tischbein il Vecchio
Johann Heinrich Tischbein il Vecchio (Haina, 3 ottobre 1722 – Kassel, 22 agosto 1789) noto come Kasseler Tischbein, fu uno dei pittori europei più rispettati nel XVIII secolo e un importante membro della famiglia Tischbein di pittori tedeschi, che ha attraversato tre generazioni.

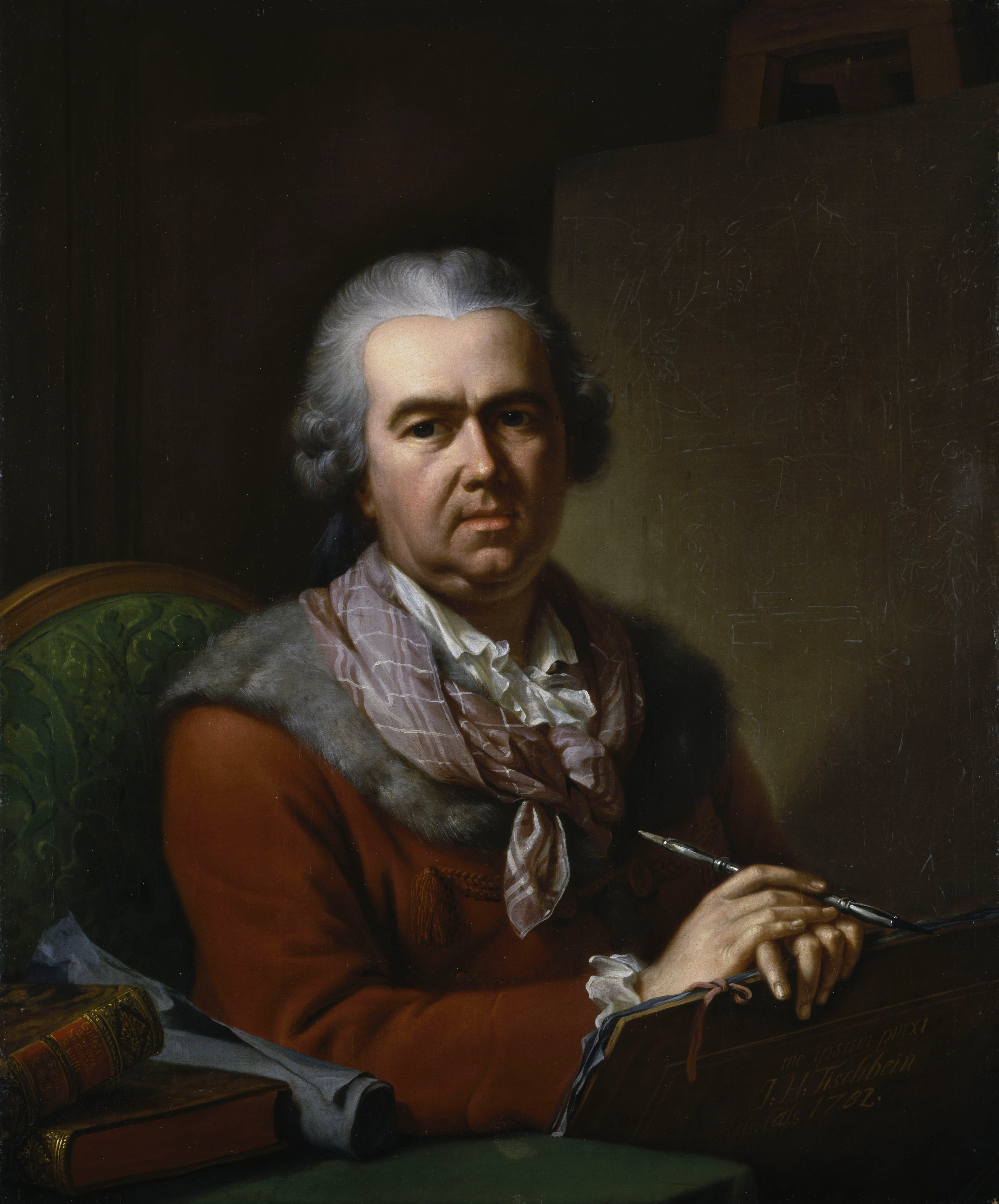
Autoritratto

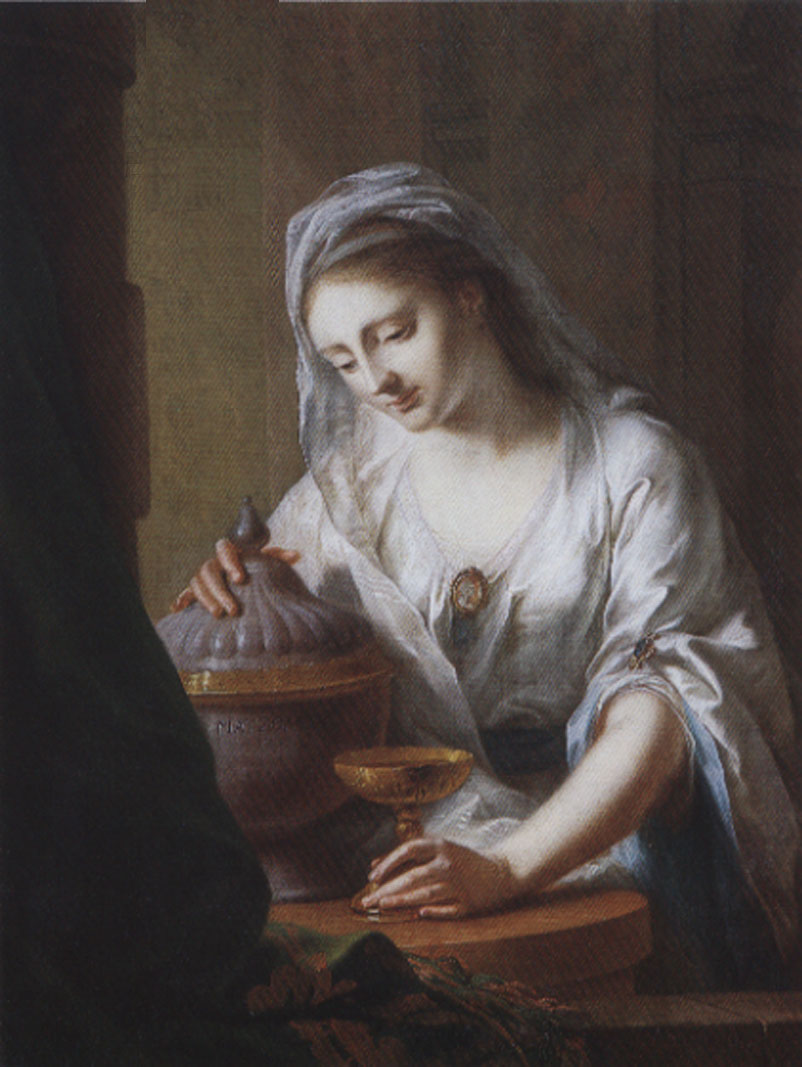
Augusta di Reuss-Ebersdorf come Artemisia, 1775

Le sue opere consistevano principalmente dei ritratti della nobiltà, di scene mitologiche, e dipinti storici. Per i suoi dipinti mitologici, i suoi modelli furono per lo più membri dell'alta nobiltà.

## Biografia
Suo padre era Johann Tischbein (1682-1764), un fornaio. Dal 1736 al 1741 studiò pittura su muro, poi pittura a ad olio con Johann Georg von Freese (1701–1775), dopodiché lavorò al servizio di piccole corti principesche. Nel 1743, grazie al patrocinio del conte Johann Philipp von Stadion, fu in grado di andare a Parigi e studiare con Carle van Loo.
Nel 1749 si recò a Venezia per studiare con Giovanni Battista Piazzetta, e trascorse poi un anno a Roma. Nel 1753 fu nominato pittore di corte dal langravio Guglielmo VIII d'Assia-Kassel. Oltre ai ritratti, effettuò decorazione del castello di Wilhelmsthal. Durante la guerra dei sette anni fuggì all'avanzata dell'esercito francese e visse in diversi luoghi fino al termine dell'occupazione nel 1762. Quando ritornò, fu nominato professore nel nuovo Collegium Carolinum a Kassel.
Quando non insegnava, trascorreva il suo tempo al castello di Warthausen nei pressi di Biberach an der Riß, una tenuta che apparteneva al suo vecchio patrono, Stadion. Data la sua amicizia con Friedrich Gottlieb Klopstock, trascorse anche dei periodi ad Amburgo. Si sposò due volte, nel 1756 e nel 1763, ed ebbe due figlie, entrambe dalla prima moglie.

## Opere

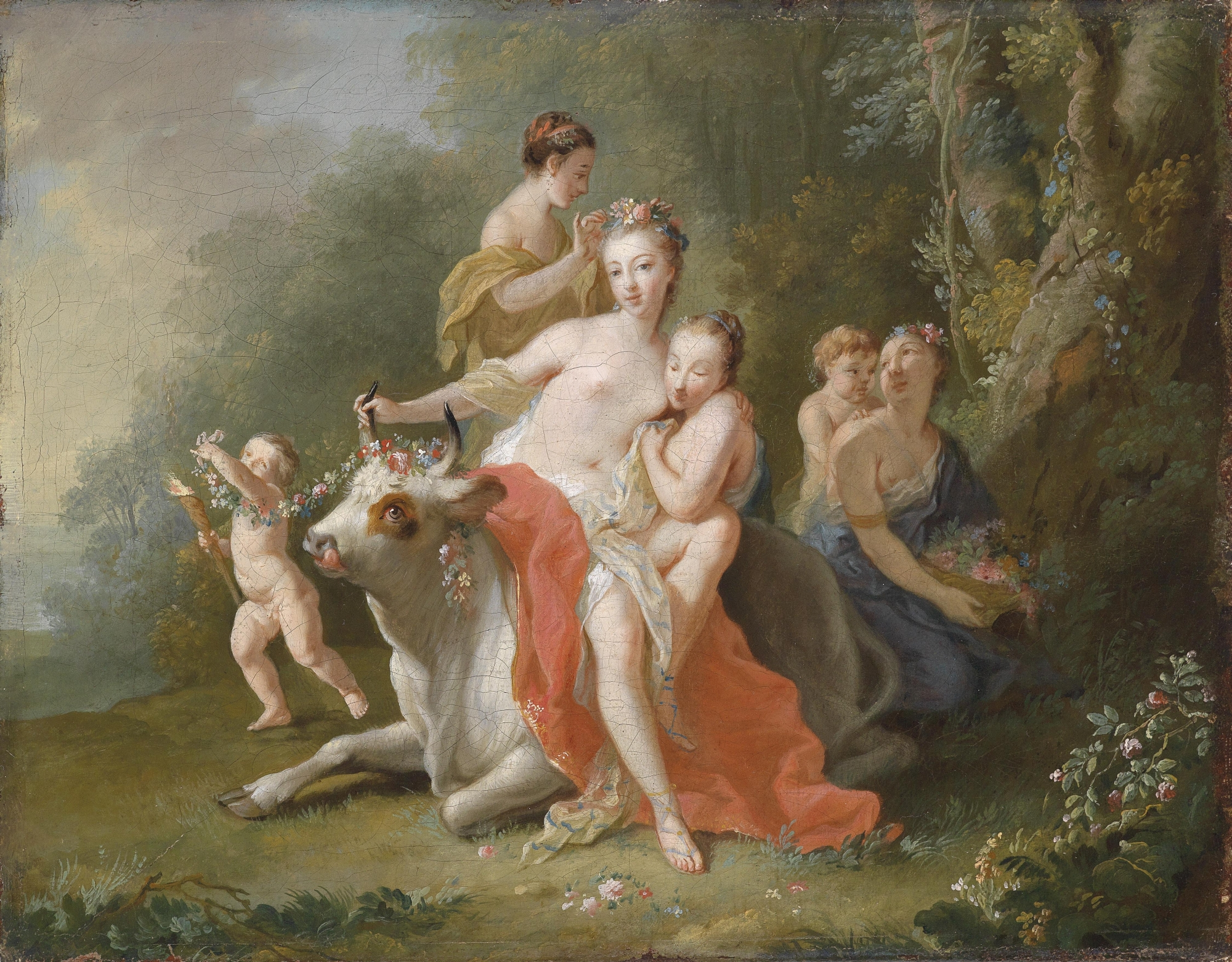
Der Raub der Europa - (Il Ratto di Europa)

- Resurrezione (1763), pala d'altare per la Chiesa di San Michele (Amburgo), bruciato nel 1906
- Trasfigurazione (1765), chiesa luterana a Kassel
- Ciclo della Passione ed Ascensione (1778) per la chiesa cattolica di Santa Elisabetta a Kassel, attualmente nella Cattedrale di Fulda
- Croce e Assunzione (1787), pala d'altare per la Jakobikirche a Stralsund
- Cristo sul Monte degli Olivi (1788), ex monastero cistercense ad Haina
- Allegoria sulla Fondazione della Kasseler Akademie
- Ercole ed Onfale
- Giorno di maggio a Gut Freienhagen

### Ritratti
- Autoritratto con la prima moglie
- L'attrice Evérard
- La poetessa Philippine Engelhard née Gatterer[1]
- Il langravio Federico II d'Assia-Kassel